# 방 (행정 구역)
방(坊)은 조선과 베트남의 행정 구역 단위이다. 역사적으로 율령제의 도시 행정 단위이기도 하다.

## 베트남
베트남 도시의 동(洞)에 해당하는 행정단위로 베트남어로는 프엉(베트남어: Phường / 坊)이라고 읽는다.
1992년 헌법이 정하는 바에 의하면, 중앙직할시(Thành phố trực thuộc Trung ương 城舗直屬中央)의 하위 행정 단위인 군(베트남어: Quận / 郡)의 행정 단위이다. 또한 성직할시(thành phố trực thuộc tỉnh 城舗直屬省) 아래에, 또한 중앙직할시와 성 아래의 시사(thị xã ,市社) 아래에 두게 되는 3단계 행정 단위이다. 2008년 12월 31일 현재 베트남 전역에 1327개의 방이 있으며 호찌민시는 259방, 하노이에 147개의 방이 있다.
2013년 헌법 제 110조 및 지방 정부 조직법 제2조에 따라 현재 베트남의 행정분권화는 3가지 행정 수준으로 구성된다.
- 성을 포함 : 성 / 성직할시 (타인포)
- 현을 포함 : 군 / 현 / 시사 / 성직할시 (타인포)
- 사를 포함 : 사 / 방 / 시진

## 조선
조선 왕조 수도 한성부에 1396년부터 1894년까지  498년동안 존재했던 행정 단위이다. 태조 5년 1396년 4월 19일 도성을 동서남북중 5부(府)로 구분하고, 아래에 52개의 방을 배치하였다. 이때 배치된 방의 구성은 다음과 같다.
| 부 (府) | 이름 | 한자 | 총계 |
| ------- | --- | --- | ---- |
| 동부    | - 연희방 - 숭교방 - 천달방 - 창선방 - 건덕방 - 덕성방 - 서운방 - 연화방 - 숭신방 - 인창방 - 관덕방 - 흥성방 | - 燕喜坊 - 崇敎坊 - 泉達坊 - 彰善坊 - 建德坊 - 德成坊 - 瑞雲坊 - 蓮花坊 - 崇信坊 - 仁昌坊 - 觀德坊 - 興盛坊 | 12방 |
| 남부    | - 광통방 - 호현방 - 명례방 - 태평방 - 훈도방 - 성명방 - 낙선방 - 정심방 - 명철방 - 성신방 - 예성방          | - 廣通坊 - 好賢坊 - 明禮坊 - 太平坊 - 熏陶坊 - 誠明坊 - 樂善坊 - 貞心坊 - 明哲坊 - 誠身坊 - 禮成坊          | 11방 |
| 서부    | - 영견방 - 인달방 - 적선방 - 여경방 - 인지방 - 황화방 - 취현방 - 양생방 - 신화방 - 반석방 - 반송방          | - 永堅坊 - 仁達坊 - 積善坊 - 餘慶坊 - 仁智坊 - 皇華坊 - 聚賢坊 - 養生坊 - 神化坊 - 盤石坊 - 盤松坊          | 11방 |
| 북부    | - 광화방 - 양덕방 - 가회방 - 안국방 - 관광방 - 진정방 - 순화방 - 명통방 - 준수방 - 의통방                   | - 廣化坊 - 陽德坊 - 嘉會坊 - 安國坊 - 觀光坊 - 鎭定坊 - 順化坊 - 明通坊 - 俊秀坊 - 義通坊                   | 10방 |
| 중부    | - 정선방 - 경행방 - 관인방 - 수진방 - 징청방 - 장통방 - 서린방 - 견평방                                     | - 貞善坊 - 慶幸坊 - 寬仁坊 - 壽進坊 - 澄淸坊 - 長通坊 - 瑞麟坊 - 堅平坊                                     | 8방  |

조선 초기의 한성부 관할구역은 도성으로부터 사방 10리까지로 하였으나(성저십리), 대부분의 인구가 도성 내에 집중되어 1428년(세종 10) 한성부 인구 10만 3328명 가운데 도성 밖 10리까지의 인구는 불과 6,044명 뿐으로, 도성 밖에는 서대문·서소문 밖에 2방, 동대문 밖에 2방, 남부의 2방 등 6방이 있을 정도였다.
세종 때 서부의 3방을 폐지하여 52방에서 49방이 되었고, 영조 때는 동부 6방, 남부 11방, 서부 9방, 북부 12방, 중부 8방으로 5부 46방이었으며, 그 밑에 328계(契)를 두었다. 그 후 고종 2년 1865년 동부에 경모궁방(景慕宮坊)이 신설되어 47방이 되고, 계도 11개가 증가되어 339계가 되었다.
1894년 제1차 갑오개혁으로 498년만에(1396년~1894년) 방은 동(洞)으로 개편되었다. 이 개혁안에서 한성부 5부를 5서(五署)로 개칭하고 계를 288개로 줄이고 775개의 동(洞)을 설치하여 한성부는 5서 288계 775동이 되었다.
1895년 고종 32년 제2차 갑오개혁 때 팔도제가 23부제로 개편되었다. 한성부는 한성군, 고양군, 파주군, 교하군, 연천군, 적성군, 양주군, 포천군, 영평군, 가평군, 광주군(廣州)으로 개편되었다. (다음해에 13도제로 개편하면서 한성부로 복구)

## 일본
일본 헤이안쿄의 조방제에는 1방이 4보였으며, 1보는 4마을(町)로 정해져 있었다.